# Piper wrightii
Piper wrightii är en pepparväxtart som beskrevs av C. Dc.. Piper wrightii ingår i släktet Piper och familjen pepparväxter. Inga underarter finns listade i Catalogue of Life.